# Усть-Табаска
Усть-Табаска (баш. Табаҫҡытамаҡ) — деревня в Усть-Табасском сельсовете Аскинского района Республики Башкортостан России.
До 2005 года входила в состав Заимкинского сельсовета Дуванского района.. До 2021 года часть деревни находилась на территории Красноуфимского района Свердловской области.

## Географическое положение
Расстояние до:
- районного центра (Аскино): 75 км,
- ближайшей железнодорожной станции (Красноуфимск): 80 км.

## История
Статус деревня, сельского населённого пункта, посёлок получил согласно Закону Республики Башкортостан от 20 июля 2005 года N 211-з «О внесении изменений в административно-территориальное устройство Республики Башкортостан в связи с образованием, объединением, упразднением и изменением статуса населенных пунктов, переносом административных центров», ст.1:

6. Изменить статус следующих населенных пунктов, установив тип поселения - деревня:
 
4)  в Аскинском районе:…

в) поселка Усть-Табаска 

## Население
| 2002 | 2009 | 2010 | 2012 | 2013 | 2014 | 2015 |
| ---- | ---- | ---- | ---- | ---- | ---- | ---- |
| 567  | ↘239 | ↗462 | ↘457 | ↗469 | ↘465 | ↗470 |
| 2016 | 2017 |      |      |      |      |      |
| ↘453 | ↘442 |      |      |      |      |      |

Национальный состав
Согласно переписи 2002 года, преобладающая национальность — башкиры 

## Религия
В деревне есть мечеть.